# هانا جون كامين
هانا جون كامين (بالإنجليزية: Hannah John-Kamen)‏ هي ممثلة بريطانية، ولدت في 6 سبتمبر 1989 في المملكة المتحدة.

## أعمال

### أفلام
- (2015)  القوة تنهض[5]
- (2018) الرجل النملة والدبورة
- (2018) تومب رايدر[6][7]
- (2018) ريدي بلاير وان[8][9]

### مسلسلات
- المرآة السوداء

game of thrones

## وصلات خارجية
- هانا جون كامين على موقع IMDb (الإنجليزية)
- هانا جون كامين على موقع ميتاكريتيك (الإنجليزية)
- هانا جون كامين على موقع روتن توميتوز (الإنجليزية)
- هانا جون كامين على موقع قاعدة بيانات الأفلام العربية
- هانا جون كامين على موقع ألو سيني (الفرنسية)
- هانا جون كامين على موقع تيرنر كلاسيك موفيز (الإنجليزية)
- هانا جون كامين على موقع أول موفي (الإنجليزية)
- هانا جون كامين على موقع قاعدة بيانات الفيلم (الإنجليزية)
- هانا جون كامين على موقع ليتربوكسد (الإنجليزية)
- هانا جون كامين على موقع كينوبويسك (الروسية)